# Hennes Weisweiler
Pour les articles homonymes, voir Weisweiller.
Hennes Weisweiler, né le 5 décembre 1919 à Erftstadt, dans le district de Cologne en Allemagne, et mort le 5 juillet 1983 à Aesch, dans le canton de Zurich en Suisse, est un joueur et entraîneur de football allemand.

## Biographie
Weisweiler se fait connaître en menant au plus haut-niveau, comme entraîneur-joueur puis entraîneur, le 1. FC Cologne dans les années 1950. En 1964, il signe au Borussia Mönchengladbach, avec lequel il remporte le championnat d’Allemagne à trois reprises (en 1970, 1971 et 1975), la Coupe d’Allemagne ainsi que la Coupe UEFA en 1975. Il signe alors au FC Barcelone, où il ne parvient pas à s’entendre avec la star Johan Cruijff et ne reste qu’une saison.
De retour au 1. FC Cologne en 1976, il y remporte de nouveau la coupe d’Allemagne en 1977 puis réalise le doublé coupe-championnat l’année suivante. En 1980, il rejoint le New York Cosmos le temps d’une pige d’une saison, puis termine sa carrière professionnelle aux Grasshopper-Club Zurich en Suisse, où il réalise le doublé Coupe-championnat en 1983.
Outre son palmarès, ses aptitudes à la détection et à la formation de futurs grands joueurs (Günter Netzer, Berti Vogts, Jupp Heynckes, Rainer Bonhof, Allan Simonsen, Uli Stielike, etc.), sont restées célèbres en Allemagne.